# Terry Crews

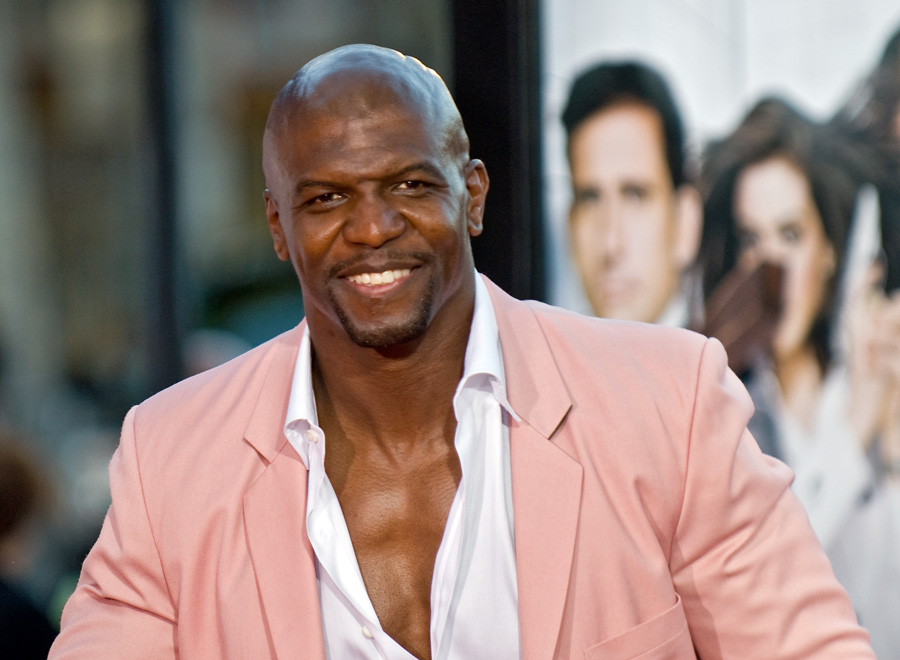
Crews in 2008

Terrence Alan "Terry" Crews (Flint, 30 juli 1968) is een Amerikaans acteur en voormalig American football speler. Tevens is Crews actief als presentator onder andere voor het televisieprogramma America's Got Talent en America's got talent: The Champions. In 2021 leverde zijn televisiewerk hem een ster op de Hollywood Walk of Fame op.

## Sportcarrière
Crews was speler van het Western Michigan University footballteam. In 1991 werd hij gescout als defensive end voor de St. Louis Rams, die uitkomen in de NFL. Uiteindelijk speelde Crews zeven seizoenen lang in de NFL uitkomend voor de St. Louis Rams, de San Diego Chargers, de Washington Commanders en de Philadelphia Eagles.